# ГЕС Ла-Конфлуенсія
ГЕС Ла-Конфлуенсія (ісп. La Confluencia) – гідроелектростанція в центральній частині Чилі у регіоні Лібертадор-Хенераль-Бернардо-О'Хіггінс (VI Регіон). Знаходячись перед ГЕС Ла-Ігера, становить верхній ступінь каскаду каскаду на річці Тінґіріріка, лівому витоку річки Рапел, яка впадає до Тихого океану за 120 км на південний захід від столиці країни Сантьяго.
Ресурс для роботи станції подається одразу з двох напрямків:
1. Невисока водозабірна гребля перекриває долину Тінґіріріки та відводить ресурс до створеного на правобережжі резервуару площею поверхні 0,2 км2 та об’ємом 1,2 млн м3, від якого прокладено дериваційний тунель довжиною 9,2 км та діаметром 6,4 метра. На своєму шляху він отримує поповнення з водозаборів на правих притоках Тінґіріріки  Estero la Gloria та Quebrada el Ciruelo.
2. Інша так само невисока водозабірна гребля перекриває долину річки Portillo неподалік від її впадіння праворуч до Азурфе (в свою чергу є правою притокою Тінґіріріки). Звідси починається прокладений у лівобережному гірському масиві дериваційний тунель довжиною 12 км та діаметром 6,4 метра, який на своєму шляху отримує поповнення спочатку з тільки що згаданої Азурфе (під якою проходить його траса), а потім з водозаборів на лівих притоках останньої Arroyo de los Humos та Estero Riquelme.
Максимальний відбір води з Тінґіріріки запроектований на рівні 26,5 м3/сек, з Portillo – 25 м3/сек, тоді як інші водозабори розраховані на показник від 1,5 до 2,3 м3/сек. Два дериваційні тунелі зустрічаються неподалік впадіння Азурфе в Тінґіріріку, де облаштований верхній балансувальний резервуар. Далі ресурс потрапляє до напірної шахти висотою 364 метри, за якою починається водовід довжиною 0,6 км до розташованого на правому березі Тінґіріріки машинного залу.
Основне обладнання станції становлять дві турбіни типу Френсіс загальною потужністю 163 МВт, які при напорі у 348 метрів мають забезпечувати забезпечили виробництво 656 млн кВт-год електроенергії на рік.
Відпрацьована вода потрапляє до створеного на Тінґіріриці за допомогою чергової невисокої греблі нижнього балансуючого резервуару, звідки спрямовується на ГЕС La Higuera.